# 朱祐枎
吉悼王朱祐枎（1479年—1510年），是明朝第一代吉王吉簡王朱見浚庶第一子。吉定王朱厚𤊻之父。

## 生平
成化二十年（1484年）七月，獲賜名祐枎，其後被冊封為常山王，但于何年封常山王則不可考；弘治十年（1497年）十一月，朝廷冊封南城兵馬副指揮周達的女兒為常山王妃。後來晉封吉世子，在正德五年（1510年）過世，諡悼莊世子。庶長子朱厚𤊻嗣位吉王後，追封朱祐枎為吉悼王。

## 子女
1. 吉定王朱厚𤊻
2. 次子，沒有更多記載，可能早逝